# Bruno Paolinelli
Pour les articles homonymes, voir Paolinelli.
Bruno Paolinelli, né le 21 mai 1923 à Rome dans la région du Latium en Italie et mort le 16 septembre 1991 à Roquebrune-Cap-Martin dans le département des Alpes-Maritimes en France, est un réalisateur, scénariste, producteur de cinéma, monteur et romancier italien. Il a utilisé le pseudonyme de John Huxley au cours de sa carrière.

## Biographie
Romancier, il entre dans le monde du cinéma italien à la fin des années 1940. Il travaille comme scénariste, producteur et assistant-réalisateur pour différents réalisateurs, comme Georg Wilhelm Pabst, Domenico Gambino ou Aldo Fabrizi, avant de passer à son tour à la réalisation avec la comédie romaine I pappagalli en 1956, qui bénéficie d'une distribution solide avec dans les rôles principaux Alberto Sordi, Aldo Fabrizi, Peppino De Filippo, Titina De Filippo, Maria-Pia Casilio et Maria Fiore. 
Il signe ensuite le film d'aventures Amour à Tunis en 1959 (avec Elsa Martinelli, Giorgia Moll, Raf Mattioli, Claus Biederstaedt et Willy Fritsch) et le film de guerre La Loi de la guerre (Legge di guerra) (avec Mel Ferrer, Magali Noël, Peter van Eyck, Jean Desailly, Maria Michi, Nando Cicero et Ida Galli).
En 1965, il adapte le roman Serena (La suora giovane) de l'écrivain italien Giovanni Arpino au cinéma et dont il confie le rôle principal à Laura Efrikian. Il adopte ensuite le pseudonyme de John Huxley sous lequel il sort trois films d'aventures, dont Tonnerre sur Pékin (OSS 77 - Operazione fior di loto) en 1965, avec Sandro Moretti (it), Gaia Germani, Dominique Boschero, Jean-Louis Tristan et Yoko Tani.
Il se retire de la profession à la fin des années 1980. Il meurt à Roquebrune-Cap-Martin dans le département des Alpes-Maritimes en 1991.

## Filmographie

### Comme réalisateur
- 1956 : I pappagalli (it)
- 1959 : Amour à Tunis (Tunisi top secret)
- 1961 : La Loi de la guerre (Legge di guerra)
- 1965 : La suora giovane
- 1965 : Tonnerre sur Pékin (OSS 77 - Operazione fior di loto)
- 1966 : Le Retour des loups (Borman)
- 1976 : Il colpaccio (it)

### Comme assistant-réalisateur
- 1952 : Papà diventa mamma d'Aldo Fabrizi
- 1953 : La Maison du silence ou La Voix du silence (La voce del silenzio) de Georg Wilhelm Pabst
- 1953 : Totò, Peppino e una di quelle d'Aldo Fabrizi

### Comme producteur

#### Au cinéma
- 1953 : Affaires de fou (Cose da pazzi) de Georg Wilhelm Pabst
- 1954 : La Luciana de Domenico Gambino
- 1965 : Tonnerre sur Pékin (OSS 77 - Operazione fior di loto)
- 1968 : Putiferio va alla guerra de Roberto Gavioli (it)
- 1975 : L'altro Dio d'Elio Bartolini
- 1976 : Don Milani d'Ivan Angeli
- 1978 : L'Affaire suisse de Max Peter Ammann (de)

#### À la télévision
- 1974 : Orlando furioso

### Comme scénariste
- 1953 : Femmes damnées (Donne proibite) de Giuseppe Amato (auteur adapté)
- 1953 : Affaires de fou (Cose da pazzi) de Georg Wilhelm Pabst
- 1954 : La Luciana de Domenico Gambino
- 1955 : Rêve d'amour (Suonno d'ammore) de Sergio Corbucci
- 1956 : I pappagalli
- 1961 : La Loi de la guerre (Legge di guerra)
- 1965 : Tonnerre sur Pékin (OSS 77 - Operazione fior di loto)
- 1968 : Putiferio va alla guerra de Roberto Gavioli (it)
- 1974 : Le tour du monde des amoureux de Peynet (Il giro del mondo degli innamorati di Peynet) de Cesare Perfetto
- 1976 : Don Milani d'Ivan Angeli
- 1978 : L'Affaire suisse de Max Peter Ammann (de)

### Comme monteur
- 1974 : Le tour du monde des amoureux de Peynet (Il giro del mondo degli innamorati di Peynet) de Cesare Perfetto
- 1976 : Il colpaccio